# 北風吹
『北風吹』（ベイフォンチュイ）は、中国のオペラ『白毛女』の中で歌われる歌。中国の愛唱歌である。また、日本でも馴染みのあるメロディーである。

## 概要
中国では、1919年の五四運動以来、大衆的な総合芸術としてオペラが盛んに作られるようになった。その様な中で、延安魯迅芸術学院によってオペラ『白毛女』（バィマァニュイ）が創作され、1945年に初演された。「北風吹」は、登場人物「楊白労」の娘「喜児」が大晦日に歌う、春節を父と過ごしたいという願いを歌った一曲である。作詞は賀敬之、作曲は張魯である。
構成は、まず30小節ほどの前半部分で、北風が吹き、雪が舞い落ちる情景が描写され、父が借金を抱えて家を出て、大晦日なのに帰らないことが説明される。次に、後半部分で父と春節を一緒に過ごしたいという娘の気持ちが歌いあげられる。
中国の人々が誰でも知っているメロディーであり、日本でもNHKラジオ第二放送『中国語講座』のテーマ音楽として流され、馴染みとなっている。
ただし、このメロディーは、河北省中部の民謡「小白菜」をもとにして作曲された歌である。この「小白菜」のもとの歌詞はいわゆる「まま子いじめ」を歌っており、とても悲しい内容をもっている。